# Тернопільська військова округа ЗУНР
Тернопільська військова округа ЗУНР, також Тернопільський військовий округ — військово-адміністративна субодиниця ЗУНР. Створена згідно адміністративного поділу держави розпорядженням від 13 листопада 1918 року. Включала Тернопільський, Скалатський, Збаразький, Теребовлянський адміністративні повіти країни. Входила до складу Тернопільської військової області ЗУНР.
Коменданти: Ракочий Григорій, Гірняк Никифор.